# スラヴォイ・ジジェク

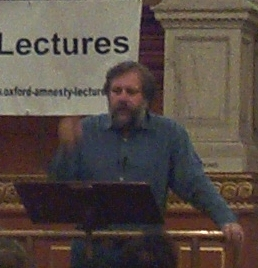
スラヴォイ・ジジェク

スラヴォイ・ジジェク（Slavoj Žižek、1949年3月21日 - ）は、スロベニアの哲学者。

## 概要
リュブリャナ大学で哲学を学び、1981年、同大学院で博士号（Doctor of Arts）を取得。1985年、パリ第8大学のジャック＝アラン・ミレール（ジャック・ラカンの娘婿にして正統後継者）のもとで精神分析を学び、博士号（Doctor of Philosophy）取得。現在はリュブリャナ大学社会学研究所教授。
難解で知られるラカン派精神分析学を映画やオペラや社会問題に適用してみせ、一躍現代思想界の寵児となった。しかし、多産な業績の割にはワンパターンとの評もある。独特のユーモアある語り口のため読みやすいようにも見えるが、実際にジジェクの思想に触れるには、彼がラカンを使って後々対峙することになった対象として、ベースにあるドイツ観念論の伝統（『仮想化しきれない残余』など参照）や、その延長線上にあるマルクスの議論（『ドイツ・イデオロギー』に啓発された『イデオロギーの崇高な対象』をはじめとする全般）についてある程度の知識が必要となる。それがあれば、彼を通じてラカンがわかるようになるという仕組みと言われる。
2004年には柄谷行人の著作『トランスクリティーク──カントとマルクス』に関する評論をNew Left Reviewに載せて話題になった。
政治的な立場としては、とくに2000年以降、議会制民主主義の限界を指摘し、反資本主義や「レーニン主義」への回帰を主張する著述が目立つ。2001年の9.11同時多発テロと2008年の金融大崩壊を論じ、「コミュニズム」の復権を唱えた『ポストモダンの共産主義──はじめは悲劇として、二度めは笑劇として』においても、アジア型価値観をもつ資本主義・エリートによる独裁資本主義（中国）を事例に、資本主義と民主主義との必然的な結びつきを否定し、プロレタリア独裁によって人類の物質的生存条件（農業、資源、環境）や情報テクノロジーなどの一般知性、すなわちネグリ／ハートがマルクスに参照して言うところの「コモンズ」（共有財）を資本による私有から奪回し、連帯した労働者階級に取り戻すことを唱える。
2014年に二重投稿騒動が起きた。

## 著書

### 単著
邦訳されているのは主に英語著作であるがジジェクにはスロヴェニア語著作も数多くある。詳細は「スラヴォイ・ジジェクの著作一覧」を参照。
- The Sublime Object of Ideology, (Verso, 1989).
 鈴木晶訳『イデオロギーの崇高な対象』（河出書房新社, 2000年／河出文庫, 2015年、新装版2025年）
- Looking Awry: An introduction to Jacques Lacan through popular culture, (MIT Press, 1991).
鈴木晶訳『斜めから見る──大衆文化を通してラカン理論へ』（青土社, 1995年）
- For They Know not What They Do: Enjoyment as a Political Factor, (Verso, 1991).
 鈴木一策訳『為すところを知らざればなり』（みすず書房, 1996年）
- Enjoy Your Symptom!: Jacques Lacan in Hollywood and Out, (Routledge, 1992).
鈴木晶訳『汝の症候を楽しめ──ハリウッドVSラカン』（筑摩書房, 2001年）
- Tarrying with the Negative: Kant, Hegel, and the Critique of Ideology, (Duke University Press, 1993).
酒井隆史・田崎英明訳『否定的なもののもとへの滞留──カント、ヘーゲル、イデオロギー批判』（太田出版, 1998年/筑摩書房［ちくま学芸文庫］, 2006年）
- The Metastases of Enjoyment: Six Essays on Woman and Causality, (Verso, 1994).
 松浦俊輔・小野木明恵訳『快楽の転移』（青土社, 1996年）
- The Indivisible Remainder: An Essay on Schelling and Related Matters, (Verso, 1996).
 松浦俊輔訳『仮想化しきれない残余』（青土社, 1997年）
- The Plague of Fantasies, (Verso, 1997).
 松浦俊輔訳『幻想の感染』（青土社, 1999年）[3]
- The Spectre is Still Roaming Around: An Introduction to the 150th Anniversary Edition of The Communist Manifesto, (Arkzin, 1998).
 長原豊訳『いまだ妖怪は徘徊している！』（情況出版, 2000年）
- The Ticklish Subject: the Absent Centre of Political Ontology, (Verso, 1999).
 鈴木俊弘・増田久美子訳『厄介なる主体――政治的存在論の空虚な中心（1・2）』（青土社, 2005年-2007年）
- The Fragile Absolute: or, Why the Christian Legacy is Worth Fighting For, (Verso, 2000).
 中山徹訳『脆弱なる絶対──キリスト教の遺産と資本主義の超克』（青土社, 2001年）
- Did Somebody Say Totalitarianism?: Four Interventions in the (Mis)use of a Notion, (Verso, 2001).
 中山徹・清水知子訳『全体主義――観念の（誤）使用について』（青土社, 2002年）
- On Belief, (Routledge, 2001).
 松浦俊輔訳『信じるということ』（産業図書, 2003年）
- Welcome to the Desert of the Real: Five Essays on September 11 and Related Dates, (Verso, 2002).
 長原豊訳『「テロル」と戦争──〈現実界〉の砂漠へようこそ』（青土社, 2003年）
- The Puppet and the Dwarf: the Perverse Core of Christianity, (MIT Press, 2003).
 中山徹訳『操り人形と小人──キリスト教の倒錯的な核』（青土社, 2004年）
- Organs without Bodies: On Deleuze, (Routledge, 2004).
 長原豊訳『身体なき器官』（河出書房新社, 2004年）
- Iraq : the Borrowed Kettle, (Verso, 2004).
 松本潤一郎・白井聡・比嘉徹徳訳『イラク──ユートピアへの葬送』（河出書房新社, 2004年）
- The Metastases of Enjoyment: Six Essays on Women and Causality, (Verso, 2005).
- How to Read Lacan, (Granta Books, 2006).
 鈴木晶訳『ラカンはこう読め!』（紀伊国屋書店, 2008年）
- The Parallax View, (MIT Press, 2006).
 山本耕一訳『パララックス・ヴュー』（作品社, 2010年）
- In Defense of Lost Causes, (Verso, 2008).
 中山徹・鈴木英明訳『大義を忘れるな』（青土社, 2010年）
- Violence: Six Sideways Reflections, (Picador, 2008).
 中山徹訳『暴力－6つの斜めからの省察』（青土社, 2010年）
- First as Tragedy, then as Farce, (Verso, 2009).
 栗原百代訳『ポストモダンの共産主義──はじめは悲劇として、二度めは笑劇として』（筑摩書房［ちくま新書］, 2010年）
- The Year of Dreaming Dangerously, (Verso, 2012).
 長原豊訳『2011危うく夢見た一年』（航思社, 2013年）
- Demanding the impossible, (Cambridge : Polity, 2013).
パク・ヨンジュン編、中山徹訳『ジジェク、革命を語る――不可能なことを求めよ』（青土社, 2014年）
- Event: A Philosophical Journey Through a Concept, (Penguin Books, 2014).
鈴木晶訳『事件!――哲学とは何か』（河出書房新社［河出ブックス］, 2010年）[4]
- The Most Sublime Hysteric: Hegel with Lacan, (Cambridge, UK; Malden, MA: Polity Press, 2014) [原著は博士号取得論文Le plus sublime des hystériques - Hegel passe, (Point hors ligne, 1988)]
鈴木國文・古橋忠晃・菅原誠一訳『もっとも崇高なヒステリー者――ラカンと読むヘーゲル』（みすず書房, 2016年）
- The Courage of Hopelessness: Chronicles of a Year of Acting Dangerously, (Penguin Books, 2017)
中山徹・鈴木英明訳『絶望する勇気――グローバル資本主義・原理主義・ポピュリズム』（青土社, 2018年）
- Pandemic!:COVID-19 Shakes the World (Polity,2020)
- Pandemic! 2:Chronicles of a Time Lost(Polity,2021)
- 中山徹、鈴木英明 訳『性と頓挫する絶対　-弁証法的唯物論のトポロジー-』青土社、2021年10月26日。ISBN 978-4-7917-7424-1。
- Too Late to Awaken:What Lies Ahead When There is No Future? (Pemguin Books,2023)
冨永晶子訳『戦時から目覚めよ：未来なき今、何をなすべきか』（NHK出版新書, 2024年）

### 共著
- Contingency, Hegemony, Universality: Contemporary dialogues on the left, with Judith Butler and Ernesto Laclau, (Verso, 2000).
 エルネスト・ラクラウ、ジュディス・バトラー/竹村和子、村山敏勝訳『偶発性・ヘゲモニー・普遍性――新しい対抗政治への対話』（青土社, 2002年）
- Opera's Second Death, with Mladen Dolar, (Routledge, 2001).
 ムラデン・ドラー/中山徹訳『オペラは二度死ぬ』（青土社, 2003年）
- Conversations with Žižek, with Glyn Daly, (Polity Press, 2004).
 清水知子訳『ジジェク自身によるジジェク』（河出書房新社, 2005年）
- The Neighbor: Three Inquiries in Political Theology, with Eric L. Santner and Kenneth Reinhard, (University of Chicago Press, 2005).
 岡崎玲子訳『人権と国家――世界の本質をめぐる考察』（集英社［集英社新書］, 2006年）
- The Monstrosity of Christ: Paradox or Dialectic, with John Millbank, (MIT, 2009).
- Mythology, Madness and Laughter: Subjectivity in German Idealism, with Markus Gabriel (Contiuum, 2009).
マルクス・ガブリエル/大河内泰樹、斎藤幸平監訳『神話・狂気・哄笑：ドイツ観念論における主体性』（堀之内出版、2015年）

### 編著
- Tout ce que vous avez toujours voulu savoir sur Lacan sans jamais oser le demander à Hitchcock, (Navarin, 1988).
 露崎俊和ほか訳『ヒッチコックによるラカン――映画的欲望の経済』（リブロポート, 1994年）
- Everything You Always Wanted to Know about Lacan: (But Were Afraid to Ask Hitchcock), (Verso, 1992).
 鈴木晶・内田樹訳『ヒッチコック×ジジェク』（河出書房新社, 2005年）
- Mapping Ideology, (Verso, 1994).
- Cogito and the Unconscious, (Duke University Press, 1998).
- Revolution at the Gates: A Selection of Writings from February to October 1917, (Verso, 2002).
 長原豊訳『迫り来る革命――レーニンを繰り返す』（岩波書店, 2005年）
- Jacques Lacan: Critical Evaluations in Cultural Theory, (Routledge, 2003).
- Lacan: the Silent Partners, (Verso, 2006).

### 共編著
- Gaze and Voice as Love Objects, co-edited with Renata Salecl, (Duke University Press, 1996).
- Perversion and the Social Relation, co-edited with Molly Anne Rothenberg and Dennis Foster, (Duke University Press, 2003).